# Hypochilus sheari
Hypochilus sheari  (лат.) — вид абажуровых пауков рода Hypochilus из семейства Hypochilidae. Северная Америка: США.

## Описание
Среднего размера пауки, длина самцов до 7,34 мм (самки крупнее — до 10,41 мм). Бедро первой пары ног в 3 раз длиннее головогруди. Хелицеры с антеролатеральной тёмной линией. Основная окраска желтоватая с серовато-белым узором (головогрудь, ноги и хелицеры бледно-жёлтые). Сходен с Hypochilus pococki, отличаясь деталями строения пальп и гениталий.
Вид Hypochilus sheari был впервые описан в 1987 году американским арахнологом Норманом Платником (Norman I. Platnick; р.1951; Американский музей естественной истории, Манхэттен, Нью-Йорк, США). Таксон Hypochilus sheari включён в род Hypochilus. Видовое название H. sheari дано в честь арахнолога Уильяма Шира (Dr. William A. Shear, Hampden-Sydney College).